# Myron Nettinga
Myron C. Nettinga est un ingénieur du son américain né en 1967.

## Biographie
Myron Nettinga fait des études d'ingénierie du son à l'Université de Miami entre 1985 et 1989.
Depuis 2008, il travaille chez AudioCube.

## Filmographie (sélection)

### Cinéma
- 1992 : Le Temps d'un week-end (Scent of a Woman) de Martin Brest
- 1993 : La Firme (The Firm) de Sydney Pollack
- 1993 : RoboCop 3 de Fred Dekker
- 1993 : Benny and Joon de Jeremiah S. Chechik
- 1995 : Sabrina de Sydney Pollack
- 1999 : Double Jeu (Double Jeopardy) de Bruce Beresford
- 1999 : Just Married (ou presque) (Runaway Bride) de Garry Marshall
- 2001 : La Chute du faucon noir (Black Hawk Down) de Ridley Scott
- 2002 : Confessions d'un homme dangereux (Confessions of a Dangerous Mind) de George Clooney
- 2002 : 11'09"01 - September 11
- 2002 : Insomnia de Christopher Nolan
- 2002 : Rollerball de John McTiernan
- 2003 : Kill Bill: Volume I de Quentin Tarantino
- 2004 : Collatéral (Collateral) de Michael Mann
- 2004 : Kill Bill: Volume II de Quentin Tarantino
- 2005 : Kingdom of Heaven de Ridley Scott
- 2012 : Happiness Therapy (Silver Linings Playbook) de David O. Russell

### Télévision
- 1997-1999 : Melrose Place (48 épisodes)
- 2015 : Aquarius (13 épisodes)

## Distinctions

### Récompenses
- Oscars 2002 : Oscar du meilleur mixage de son pour La Chute du faucon noir

### Nominations
- British Academy Film Award du meilleur son
  - en 2002 pour La Chute du faucon noir
  - en 2004 pour Kill Bill : Volume 1
  - en 2005 pour Collatéral